# Bidou Laloge
Pour les articles homonymes, voir Bidou et Laloge.
Adélard Laloge, dit Bidou Laloge, est un personnage fictif créé par l'auteur québécois Claude-Henri Grignon. Il est apparu dans le téléroman québécois Les Belles Histoires des pays d'en haut de 1961 à 1970 et de la série actuelle Les Pays d'en haut. Il est aussi apparu en 2002 dans le film québécois Séraphin : Un homme et son péché.

## Description et historique
Bidou Laloge est le seul fils de François-Xavier Laloge, il est aussi le frère de Donalda Laloge-Poudrier (l'épouse de Séraphin Poudrier) et l'époux de Nanette. Bidou est le mal-aimé des Laloge, il est l'un des personnages les plus détestés du téléroman en raison de son alcoolisme et de son arrogance. Il est aussi décrit comme menteur - paresseux - immoral - égoïste - agressif - outrecuidant - récalcitrant. Il a souvent la mauvaise habitude de boire en cachette et de parier en jouant aux cartes. Chaque fois qu'il reçoit des reproches de son père ou de sa femme, il devient hargneux et colérique pour défendre sa propre réputation sans jamais reconnaître ses torts.
Bidou est en fait un vulgaire truand, il est aussi un vil manipulateur voulant tromper tout le monde, même dans la paroisse de Sainte-Adèle. Non seulement Bidou peut manipuler n'importe qui, mais il utilise le chantage en guise d'intimidation pour extorquer de l'argent ou de nuire aux gens qu'il côtoie. Durant des soirées où il passe son temps à boire, il a tendance à provoquer des bagarres pour ensuite finir en prison ou à l'hôpital. Bidou est considéré comme une "terreur des Pays d'en-haut".
Au cours de son parcours, Bidou avait travaillé au magasin général que possédait Raphaël avant que Séraphin ait acheté le commerce : furieux (parce qu'il voulait acheter le magasin), Bidou décida de quitter Sainte-Adèle pour Montréal pour se faire embaucher dans une confiserie comme préposé au shipping. À la suite de ses nombreuses frasques, son employeur, le boss René, le met à la porte et Bidou retourne dans son village natal, où il fut embauché par son ami le riche avocat Léon Dalbrand à la ferme expérimentale dont il est le propriétaire. Malheureusement, à cause de ses problèmes liés à sa consommation d'alcool, il est congédié après avoir laissé mourir la meilleure vache laitière que possédait Léon à sa ferme. Il travaille ensuite quelque temps à temps partiel comme journalier avec Basile Fourchu, puis est embauché comme débardeur à Montréal dans les derniers épisodes du téléroman.
Sa relation avec son beau-frère Séraphin est conflictuelle : il ne cache pas sa haine pour lui et le considère comme un ennemi juré. Non seulement Bidou est alcoolique et joueur pathologique, il est aussi un débiteur qui ne paie pas ses dettes et emprunte occasionnellement l'argent de ses amis sans les rembourser durant plusieurs mois, ce qui a causé bien des problèmes à sa famille, avant que Séraphin ne règle leurs dettes pour ensuite forcer les Laloge à trouver une solution pour récupérer son argent. Après avoir vendu sa maison à Séraphin, Bidou a mal accepté de devenir son locataire.
Autre que ses défauts, Bidou possède des qualités : il est travaillant lorsque sobre et rend bien des services à tout le monde pour prouver sa fiabilité et qu'il a des valeurs pour défendre la réputation de sa famille.

## Les Pays d'en haut
Interprété par Rémi-Pierre Paquin, Bidou est le personnage le plus détesté de la série, il est devenu beaucoup plus arrogant et plus agressif que celui de la série originale. Bidou a le tour de manipuler tout le monde pour obtenir de l'argent pour parier aux jeux sans leur rembourser, il boit de plus en plus et ne veut jamais travailler. Malgré les malheurs qui s'abattent sur lui par sa faute, Bidou préfère réaliser ses intentions malveillantes et causer d'autres ravages à son entourage (surtout à son père) et aux gens de Sainte-Adèle.

## Interprétation
Le personnage de Bidou Laloge a été interprété par trois comédiens : Yvon Leroux dans Les Belles Histoires des pays d'en haut de 1961 à 1970. Dans le film Séraphin : Un homme et son péché en 2002, le rôle de Bidou a été donné à Robert Brouillette. C'est Rémi-Pierre Paquin qui l'incarne dans la série récente Les Pays d'en haut, depuis 2016.